# Cầu Tân An (tuyến tránh Quốc lộ 1)

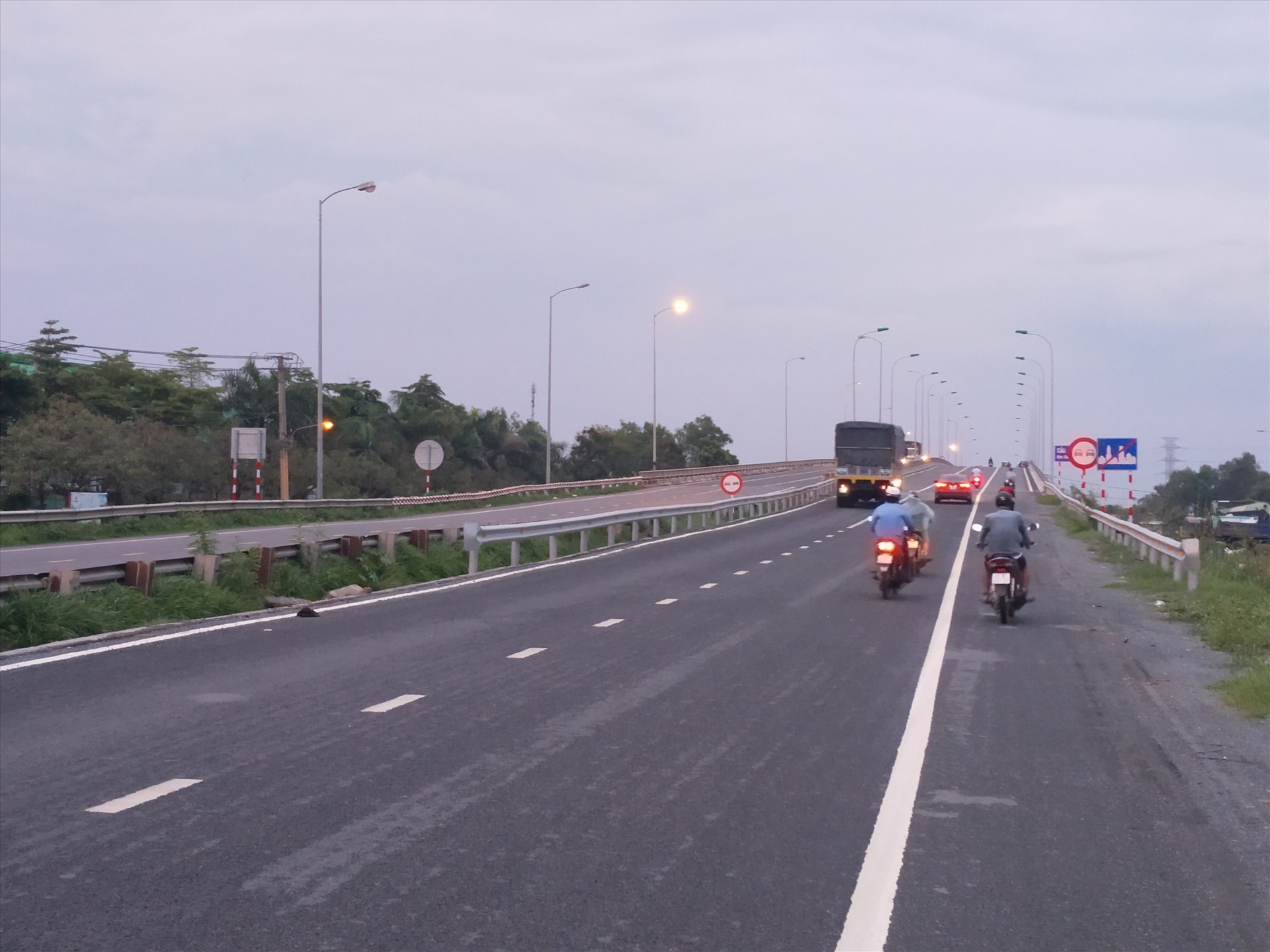
Cầu Tân An trên tuyến tránh

Cầu Tân An là một cây cầu bắc qua sông Vàm Cỏ Tây trên tuyến tránh Quốc lộ 1 tại thành phố Tân An, tỉnh Long An, Việt Nam.
Cầu nằm ở phía bắc thành phố Tân An, nối liền xã Hướng Thọ Phú và Phường 6.
Cầu Tân An có chiều dài 413,26 m và rộng 12 m, được thông xe vào ngày 26 tháng 12 năm 2003.
Ngày 12 tháng 10 năm 2018, Dự án mở rộng tuyến tránh Quốc lộ 1 được khởi công xây dựng, do Bộ Giao thông vận tải làm chủ đầu tư. Theo đó, cầu Tân An được xây dựng thêm một nhánh mới có quy mô tương tự, nằm song song, cách nhánh cầu cũ 2 m về phía hạ lưu. Công trình được hoàn thành vào đầu năm 2020.